# Ковальська сцена
«Кова́льська сце́на» (також відома, як «Ковальська сцена № 1» або «Сцена ковальства») (англ. Blacksmith Scene) — американський чорно-білий короткометражний фільм 1893 року режисера Вільяма Діксона, винахідника, який у співпраці з Едісоном розробив кінокамеру.
Це перша стрічка, що була представлена на виставці 9 травня 1893 року. До участі у цьому фільмі було запрошено акторів, що перед камерою грають роль ковалів, тобто саме в Ковальській сцені починає зароджуватися така професія, як кіноактор. Фільм був переданий з Бібліотеки Конгресу США в Національний реєстр фільмів Америки.

## Сюжет
Кінострічка повністю знята на стаціонарну камеру. На екрані можна побачити велике ковадло і трьох працівників. Коваль, що стоїть посередині, нагріває стрижень металу і кладе на ковадло, а ковалі обабіч по черзі починають бити по металу молотами, щоб надати йому форму. Після того, як стрижень охолонув, його знову кладуть у вогонь. Під час невеличкої перерви, поки розігрівається метал актори п'ють пиво та знову беруться до роботи.

## Історія виробництва
Зйомка фільму відбувалася в студії Едісона, що лідирувала у виробництві кінопродукції Америки у 90-х роках 19 століття. Єдиним режисером практично усіх фільмів студії того часу був Вільям К.Л. Діксон, не стала винятком і Ковальська сцена. Стрічка знімалася в приміщенні Black Maria studio, що знаходилась в Вест-Оранджі, штат Нью-Джерсі, яка вважається першою кіностудією США. Існують припущення, що стрічка знімалася у квітні 1893 року і представлена публіці в Бруклінському інституті 9 травня того ж року.
За інформацією з IMDB, фільм відзнято на 35 мм плівці з пропорціями екрана 1,33:1 і призначався для показу за допомогою кінетоскопа.

## У ролях
- Чарльз Кайзер — коваль
- Вільям Отт — коваль

## Номінації та нагороди
| Рік  | Нагорода                            | Номінація                   |
| ---- | ----------------------------------- | --------------------------- |
| 1995 | Національний реєстр фільмів Америки | Національний реєстр фільмів |

## Сьогодення
Оригінал стрічки знаходиться в музеї Генрі Форда. Також копія відтворена з негативів зберігається в відеоархівах музею сучасного мистецтва США. Фільм можна завантажити на сайті Національного історичного парку Томаса Едісона.
Нагадаємо, що на фільми до 1923 року вже не розповсюджуються авторські права і їх вільно можна завантажити з інтернету.